# Théophile Leclerc
Jean Théophile Victor Leclerc (22. prosince 1771 v La Cotte poblíž Montbrisonu – 1820) byl francouzský revolucionář ze skupiny zběsilých.

## Životopis
Leclerc pocházel ze středostavovské rodiny. Během vypuknutí revoluce žila rodina v Clermont-Ferrand, kde se Leclerc navzdory svému nízkému věku dobrovolně přihlásil do Národní gardy. V březnu 1790 odcestoval na Martinik, aby se zapojil do obchodu jako jeho dva starší bratři.
Revoluce dorazila i na Martinik a vyvolala nepokoje, kterých se straně stoupenců revoluce účastnil i Leclerc. Jeho strana však byla v bojích poražena a v roce 1791 byl zajat a deportován zpět do Francie.
Po příjezdu do Lorientu se připojil k místnímu klubu jakobínů a Národní gardě. V roce 1792 se Leclerc proslavil tím, že bránil vojáky, kteří byli za revoluční činnost na Martiniku odsouzeni ministrem války Louisem Marie de Narbonne-Lara. Leclerc působil jako jejich obhájce u jakobínů v Paříži a před Národním zákonodárným shromážděním, kde zajistil jejich zproštění viny.
V té době nebyl Leclerc ještě odpůrcem monarchie. Spíše doufal, že Ludvík XVI. zavrhne nenáviděnou Marii-Antoinettu a bude otevřený demokratickým reformám. Leclerc vstoupil do armády a také se zúčastnil zpravodajské mise ve Štrasburku, která však selhala. V prosinci 1792 odešel do Lyonu. Po krátké nemoci byl poslán zpět do Paříže jako zástupce lyonských jakobínů.
Když v květnu 1793 dorazil do Paříže, zde právě vrcholil konflikt mezi montagnardy a umírněnými, ekonomicky liberálními girondisty v Národním konventu. Stejně jako Jean-François Varlet vyzval Leclerc k lidovému povstání s cílem vyloučit přední girondisty z parlamentu.
Na konci května byl Leclerc zvolen do ústředního revolučního výboru v Arcibiskupském paláci, který inicioval povstání sansculotů. Během povstání byl Leclerc zodpovědný za kontrolu pošty podezřelých a girondistických členů Konventu.
Výsledek povstání však Leclerca a ostatní zběsilé neuspokojil. Doufali v další politická a sociální opatření nad rámec vyloučení girondistů, zejména v tvrdší postup - tedy více poprav - proti zbohatlíkům a spekulantům, které považovali za kontrarevolucionáře a za příčinu zásobovacích problémů v Paříži. Zběsilí viděli sami sebe jako obhájce chudších sansculotů.
Kvůli své kritice politiky Konventu byli zběsilí napadáni předními revolucionáři jako Maximilien de Robespierre a Jean Paul Marat. Nicméně po Maratově vraždě Jacques Roux a Leclerc pokračovali ve vedení jeho novin, přičemž Leclerc převzal L'Ami du peuple. To vedlo ke sporům s Jacquesem-Reném Hébertem, který se také stylizoval jako dědic Maratových myšlenek. Leclercovy noviny byly dokonce natolik úspěšné, že se vyrovnaly Hébertovým Le Père Duchesne. Jakobíni a hébertisté zajistili vystoupení Maratovy partnerky Simone Evrardové, aby očernili zběsilé jako placené výtržníky.
Leclerc ve svých novinách obhajoval ústavu z roku 1793, přímou demokracii a regulaci cen potravin. V posledním čísle svých novin kritizoval teror, který vnímal jako represivní. Protože ostatní zběsilí byli zatčeni v září, Leclerc se obával zatčení, a proto zastavil své novinářské a politické aktivity. V listopadu se oženil s Pauline Léon, která byla aktivní ve Společnosti revolučních republikánských žen, a která podporovala zběsilé. Leclerc se dobrovolně přihlásil do armády. Poté, co byli manželé v dubnu 1794 zatčeni v souvislosti s likvidací hébertistů, se Leclerc po propuštění na začátku srpna 1794 vrátil do armády v La Fère a již nebyl politicky aktivní.